# 王大雷
王 大雷（漢音読み：おう たいらい、拼音：Wáng Dàléi、英語：Wang Dalei、1989年1月10日 - ）は、中華人民共和国・遼寧省大連市出身のサッカー選手。中国・スーパーリーグの山東魯能に所属し、中国代表にも選出されている。ポジションはゴールキーパー（GK）。「おう だいらい」と読まれることもある。

## 来歴

### クラブ
U-17中国代表のGKとして国際舞台で活躍し、飛び級でU-19代表、U-21代表、さらには中国A代表にも招集歴がある。2006年にイタリア・セリエAのインテルのトレーニングに参加した。
2006年に所属していた上海聯城が上海申花を買収し両チームが合併統合されたため、2007年は上海申花でAFCチャンピオンズリーグなどを戦った。

### 代表
2010年に広州で開かれたアジア競技大会に中国代表として出場。11月8日の対日本戦において3失点を許しチームは敗北、批判する国内のファンを自身のブログで罵倒したとして出場停止処分を受けた。
前述の通り、2006年（17歳）の時点で既に中国A代表に招集されていたが、試合出場機会はなかった。6年後の2012年9月、スウェーデン代表との試合でA代表初キャップを記録した。

## 代表歴

### 出場大会
- 中国代表
  - 2015年 - AFCアジアカップ2015 (ベスト8)
  - 2015年 - 東アジアカップ2015

## タイトル

### 個人
- 中国サッカー・超級リーグベストイレブン：2014